# 2000 OB51
2000 OB51, também escrito como 2000 OB51, é um objeto transnetuniano (TNO) que está localizado no cinturão de Kuiper, uma região do Sistema Solar. Este corpo celeste é classificado como um cubewano. Ele possui uma magnitude absoluta (H) de 7,9 e, tem um diâmetro estimado com cerca de 116 km, por isso existem poucas chances que o mesmo possa ser classificado como um planeta anão, devido ao seu tamanho relativamente pequeno.

## Descoberta
2000 OB51 foi descoberto no dia 25 de julho de 2000 pelos astrônomos B. Gladman e J.-M. Petit.

## Órbita
A órbita de 2000 OB51 tem uma excentricidade de 0.033 e possui um semieixo maior de 37.759 UA. O seu periélio leva o mesmo a uma distância de 36.501 UA em relação ao Sol e seu afélio a 39.017.